# Udruga građana Tragovi Šokaca
Udruga građana Tragovi Šokaca, kulturna udruga bačkih Hrvata. Sjedište je u Baču,  ulica Mostonga 3. Osnovana je 4. kolovoza 2010. godine radi čuvanja i njegovanja kulturnih dobara, tradicije i običaja Hrvata Šokaca, kao i radi istraživanja i proučavanja povijesti i kulturnih znamenitosti grada Bača. Cilj je udruge prikupljati stručnu i znanstvenu literaturu u svezi s Hrvatima Šokcima i gradom Bačom, organizirati stručne skupove u području kulture i znanstvenog istraživanja, organizirati radionice i seminare o starim zanatima i upoznavanje sa starim tradicijskim glazbalima, priređivati književne večeri, likovne kolonije, natjecanja u starim športovima i sl.
Udruga je također i organizator seminar Ženskog tradicijskog češljanja i izrada oglavlja Hrvatica u regiji.

## Vanjske poveznice
- Facebook